# Phomopsis anacardii
Phomopsis anacardii är en svampart som beskrevs av Early & Punith. 1972. Phomopsis anacardii ingår i släktet Phomopsis och familjen Diaporthaceae.   Inga underarter finns listade i Catalogue of Life.